# Catharina van Siena

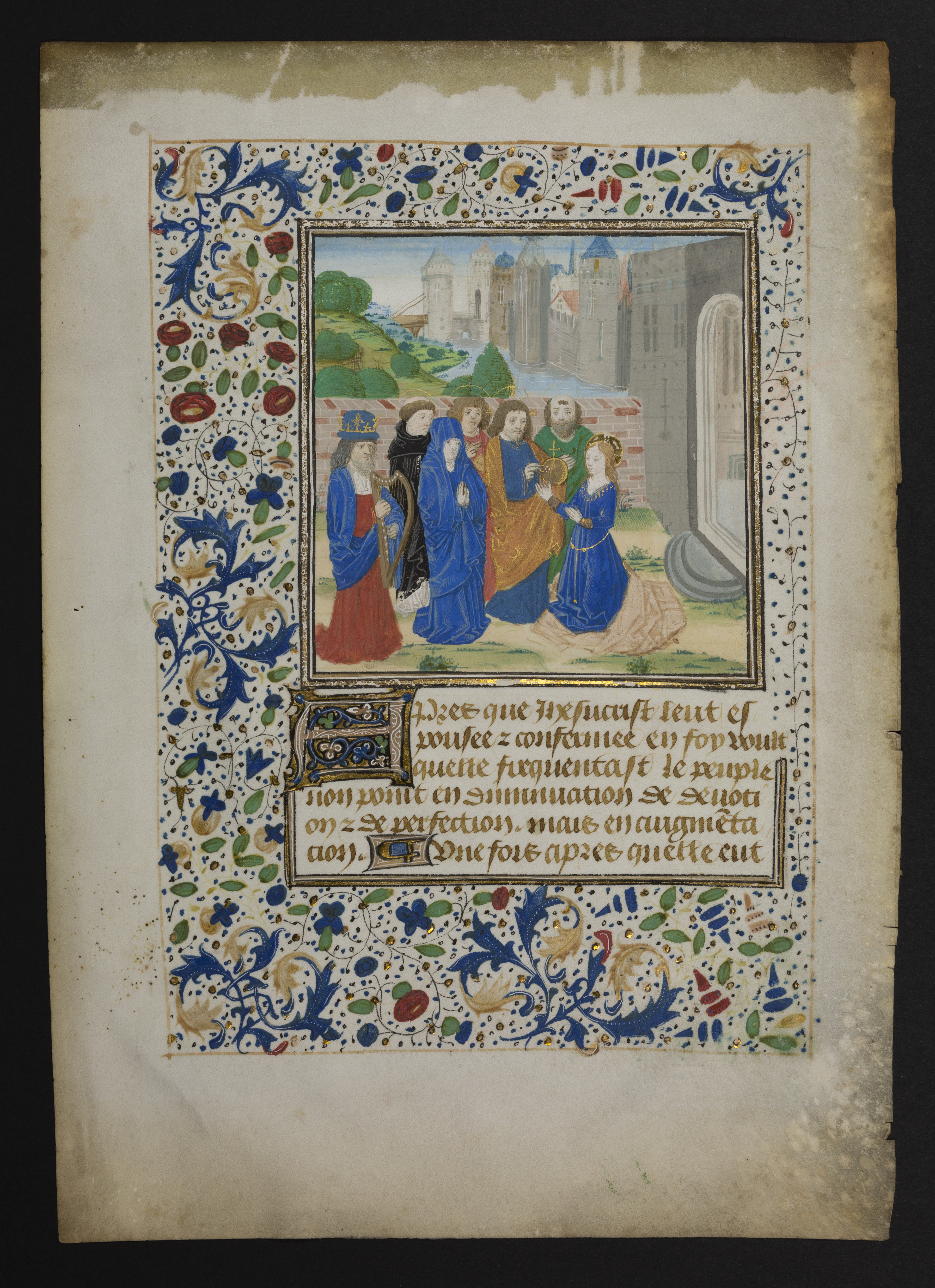
Vel uit een anoniem Franse vertaling van de Legenda Major door Raymundus van Capua dat de visie van het mystieke huwelijk van Catharina en Christus toont. (Openbare Bibliotheek Brugge, MS. 767)

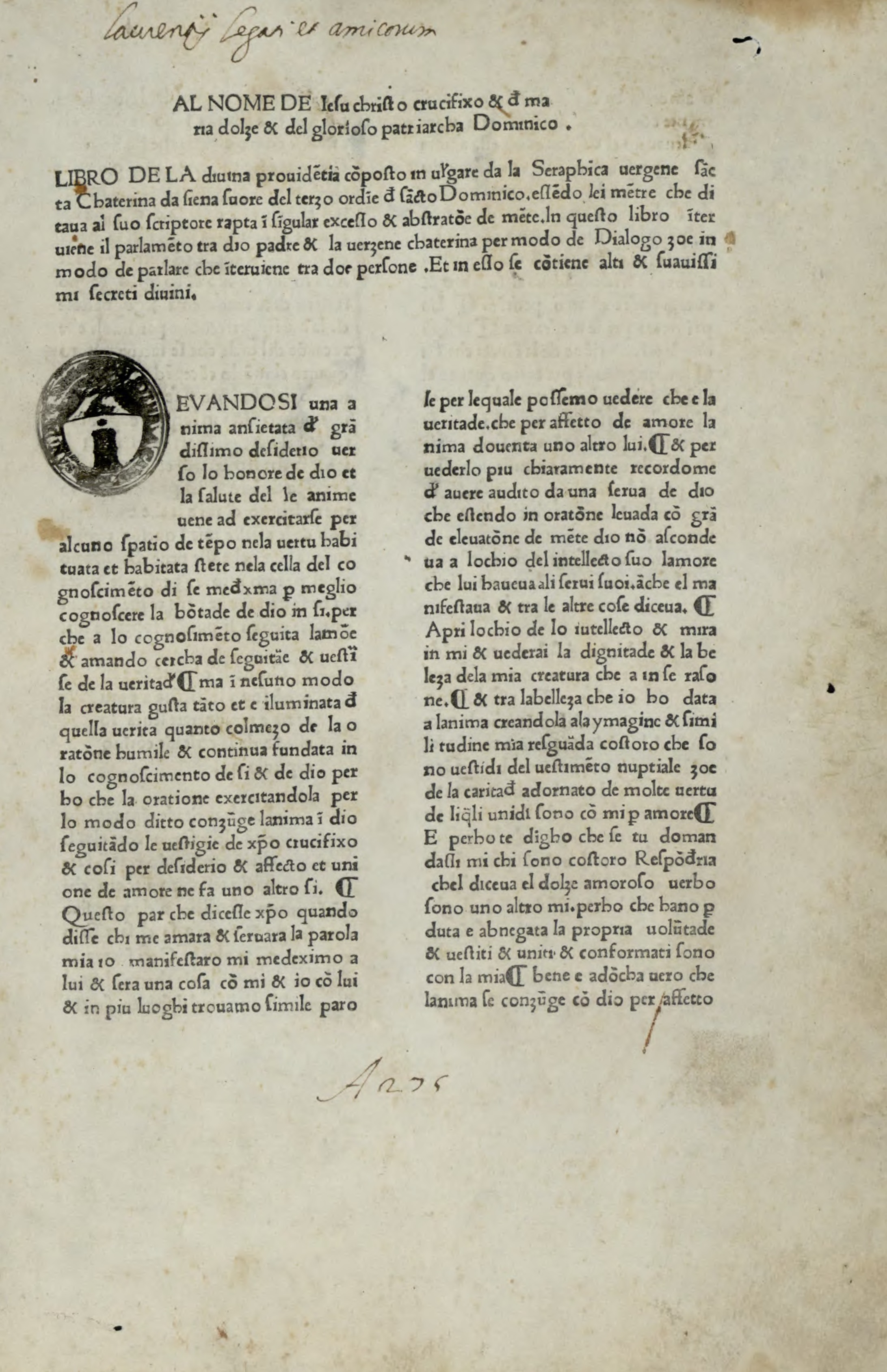
Libro della divina dottrina, c. 1475

Catharina van Siena (Siena, 25 maart 1347 – Rome, 29 april 1380) is een van de beroemdste mystici van de Rooms-Katholieke Kerk. Daarbij had zij ook nog een grote invloed op de politiek van het 14e-eeuwse Europa.

## Levensloop

### Jonge jaren
Zij werd geboren als dochter van de wolverver Jacopo Benincasa, een burger van hoog aanzien in de stad Siena in Toscane. Zij was het vijfentwintigste kind in zijn gezin. Haar tweelingzus Giovanna stierf een vroege dood. Vanaf haar zevende jaar stortte Catharina zich volledig op het geloof en had zij visioenen; vooral de devotie tot Jezus en in het bijzonder zijn lijden werd de leidraad van haar leven. 
Na aanvankelijke weerstand werd ze lid van de derde orde van de heilige Dominicus. Tussen haar zestiende en negentiende levensjaar woonde ze in een kluis in de werkplaats van haar vader. Haar moeder deed toen, anno 1354, de smalende uitspraak 'Tegenwoordig zijn er toch geen heiligen meer?' 
Het kleine meisje in de 'bezemkast' moet toch een bepaalde uitstraling hebben gehad, want al snel kwamen er belangstellenden om naar haar te luisteren en haar te helpen met haar werken van liefdadigheid. De trouwe groep om haar heen vormde haar bella compagnia (goede gezelschap). Catharina verzamelde voedsel en kleding voor de allerarmsten, bezocht gevangenen en verpleegde lijders aan besmettelijke ziekten bij wie anderen niet in de buurt durfden te komen. 

### Politiek
In 1374, Catharina was toen 27 jaar oud, werd Raymundus van Capua, de magister-generaal van de Dominicanen, haar geestelijk leidsman of biechtvader. Hij zou later haar biograaf (hagiograaf) worden. In 1393 redigeerde hij haar levensbeschrijving, de zogeheten Legenda maior.
Met Raymundus van Capua hield Catharina zich bezig met landspolitieke zaken. Eerst en vooral met de eindeloze conflicten tussen de vele steden in haar omgeving, later ook met continentale politiek. Vooral het feit dat de paus sinds 1309 in Avignon resideerde in plaats van in Rome zat Catharina dwars. De vele Franse kardinalen hadden een terugkeer naar Rome eindeloos weten te vertragen, maar Catharina bleek een sterke factor. In 1376 reisde Catharina naar Avignon waar zij met overtuiging paus Gregorius XI wist over te halen zijn hof weer naar Rome te verplaatsen. Ze had dan ook een intimiderende persoonlijkheid. Als ze haar zin niet kreeg riep ze eenvoudigweg, maar met de nodige uitwerking 'Voglio!' (Ik wil het!). Dit deed ze niet alleen tegen de paus, maar ook tegen allerlei wereldlijke vorsten en hooggeplaatste figuren, en heel af en toe tegen God de Vader, die haar dan prompt verhoorde. Overigens, tot spijt van Catharina kozen de kardinalen in Avignon gewoon een nieuwe paus. Dit was het begin van het zogeheten Westers Schisma.

### Verschijningen
In 1375 verbleef Catharina in Pisa. Aldaar voelde zij niet-zichtbare, innerlijke verwondingen of stigmata. Naar verluidt ontving ze hierbij de genade van het mystieke huwelijk met Jezus. Aan het eind van haar leven ontving zij Jezus' Hart zelf: Hij ruilde het tijdens een verschijning voor het hare. 
Volgens de geschriften die aan Catharina worden toegeschreven, had ze in 1377 een visioen waarin de Heilige Maagd haar een stelling bevestigde die werd gesteund door de Dominicaanse orde waartoe Catharina behoorde, maar die in tegenspraak was met het (latere) dogma van de Onbevlekte ontvangenis. Maria namelijk zei dat ze was verwekt met de erfzonde. Kardinaal Lambertini, de latere paus Benedictus XIV, citeert in zijn verhandeling De servorum Dei beatificatione et de beatorum canonizatione
een aantal theologen die meenden dat Catherina's oversten of uitgevers haar woorden hadden vervalst. Hij citeert ook een zekere pater Lancicius, die meende  dat Catherina er naast zat.

### Overlijden
Op uitnodiging van Urbanus VI bracht Catharina haar laatste jaren door in Rome. Aldaar had zij een melaatse vrouw genaamd Teca in huis genomen die zij haar dienstmaagd of slavin noemde. Mogelijk is Catharina uiteindelijk ook zelf bezweken aan lepra. Hoe dan ook overleed Catharina in 1380, verlamd en verzwakt, naar verluidt na langdurig vasten, op 33-jarige leeftijd - niet toevallig de leeftijd waarop Jezus stierf.

## Kritiek
Na Catharina's overlijden is er menig scepticisme geweest over haar visioenen, huwelijk, stigmata e.d. De Franse theoloog Jean de Gerson (1363-1429) was kritisch op de levensbeschrijvingen van zowel Catharina als haar vele mystieke tijdgenoten, waaronder Birgitta van Zweden. Hij vroeg zich openlijk af welke waarde men kon hechten aan een visioen op zesjarige leeftijd. Hij vond dat de mystiek in zijn tijd ontspoorde. Gerson beschreef de populariteit van mystieke ervaringen onder burgers en religieuzen als vaak 'ijlhoofdig' , als een extravagantie waarbij de betrokkenen door aanhoudend vasten, nachtwaken en diepe emoties ten prooi vielen aan hallucinaties en zinsbegoocheling. Dat bracht hen een 'troebel' brein, dat niet meer kon bepalen wat (de) waarheid is. In die situatie kon dan een waargenomen wonder het bewijs van de eigen gedachten vormen.
Volgens etnoloog-historicus Peter Jan Margry had Catharina's mystieke vereniging met God ook een zeer erotische kant. Catharina kreeg bij haar mystieke huwelijk met Jezus een bruidsring  om. Deze was niet van goud, zoals in latere kerkelijk gekuiste tekstversies het dominante verhaal is geworden, maar was gemaakt uit de voorhuid van het kindje Jezus, zoals Catharina het zelf had opgeschreven. Een ware bruid, zo meende Catharina, mocht zich verenigen met zijn lichaam.

## Heiliging en eerbetoon
- In 1461 werd Catharina door paus Pius II heilig verklaard. Haar lichaam ligt in een schrijn onder het hoogaltaar van de Santa Maria sopra Minerva in Rome, maar haar hoofd wordt bewaard achter gouden tralies in een nis binnen de San Domenico in Siena. Een van haar voeten is het belangrijkste relikwie van de kerk San Zanipolo in Venetië. Ook het huis van haar jeugd in Siena is tegenwoordig een kerk.
- In 1866 werd Catharina uitgeroepen tot patrones van Rome.
- In 1930 werd ze uitgeroepen tot patrones van Italië.
- In 1970 werd zij samen met de heilige Theresia van Ávila door paus Paulus VI als eerste vrouw verheven tot kerklerares.
- In 1999 benoemde paus Johannes Paulus II haar samen met Birgitta van Zweden en Edith Stein tot patrones van Europa.
- Voorts is Catharina de patroonheilige van de Dominicanessen van de Derde Orde, van de wasvrouwen en van de stervenden.
- Haar feest wordt gevierd op 29 april.

## Geschriften
- Van Catharina van Siena zijn 381 brieven bekend. Zij correspondeerde niet enkel met kerkelijke hoogwaardigheidsbekleders, maar ook met gewone mannen en vrouwen van allerlei rang en stand.
- Haar hoofdwerk is de Dialoog van de goddelijke voorzienigheid uit 1378. In een visioen werd zij aangezet tot het schrijven van dit boek. Zij schrijft hierin in vaak beeldende taal over het zoeken naar waarheid, Christus' mededogen met de wereld, het mystieke leven van de Kerk en het volbrengen van Gods voorzienigheid.
- Daarnaast zijn er 26 gebeden van haar overgeleverd.

## Afbeeldingen

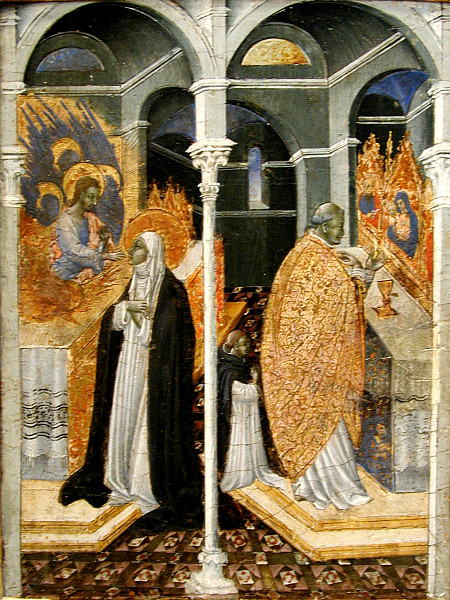
Catharina ontvangt de Heilige Communie uit de hand van Jezus, Giovanni di Paolo, 15e eeuw
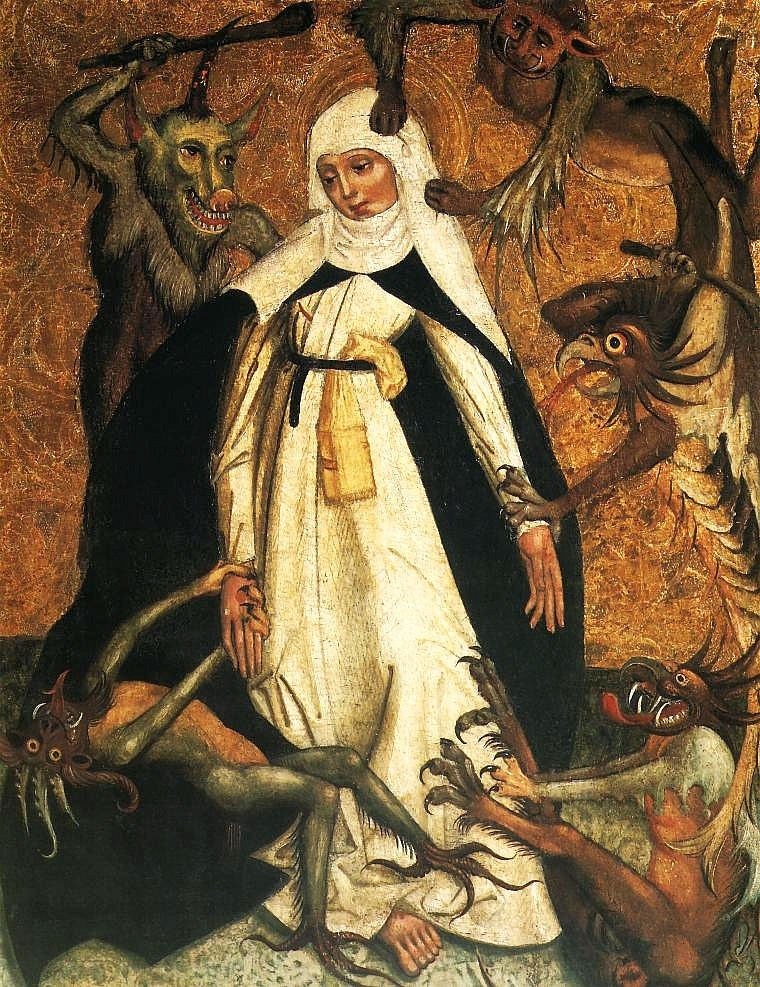
Catharina belaagd door demonen, anoniem, circa 1500
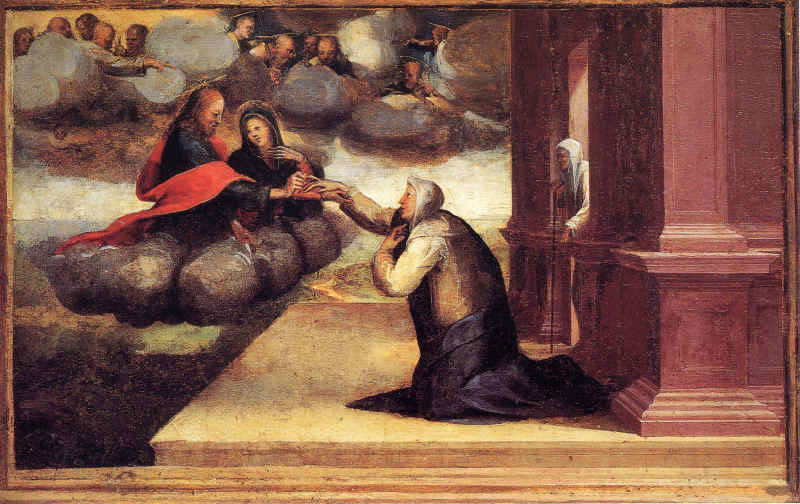
De mystieke huwelijksvoltrekking, Domenico Beccafumi, 1515
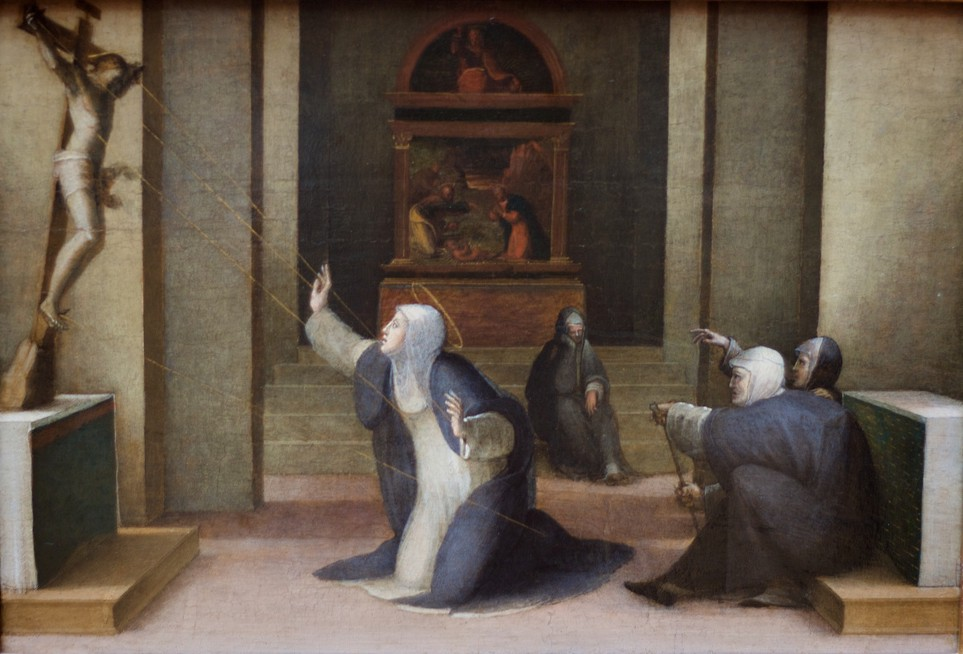
De stigmatisatie van Catharina, Domenico Beccafumi, 16e eeuw
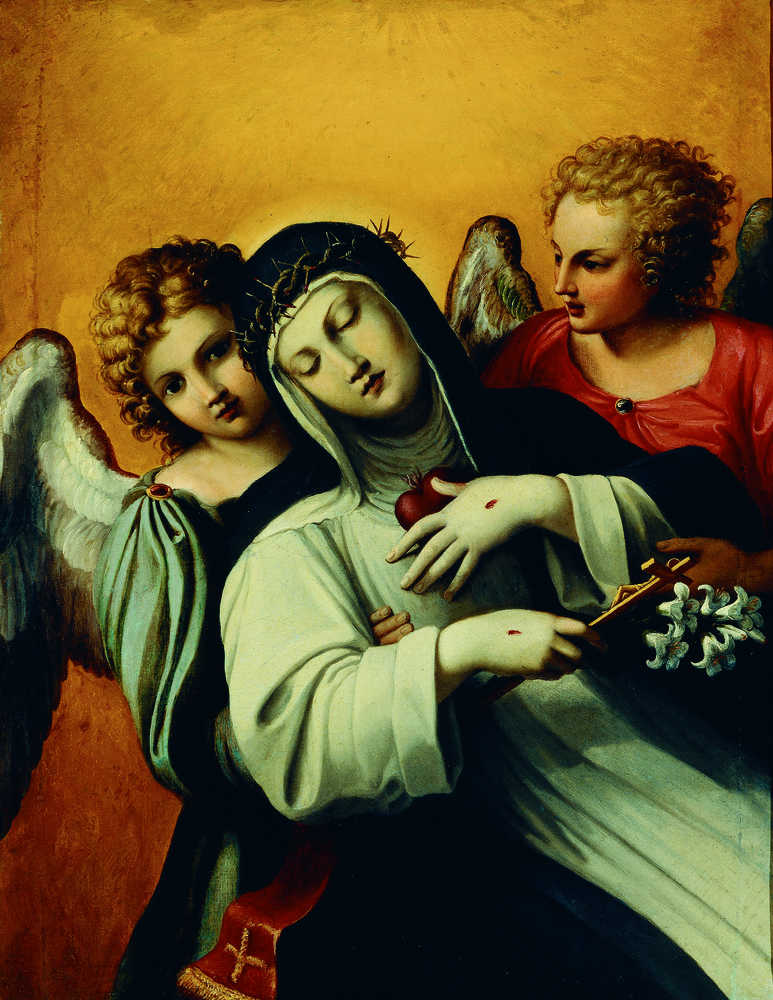
Catharina in extase, Agostino Carracci, 1590
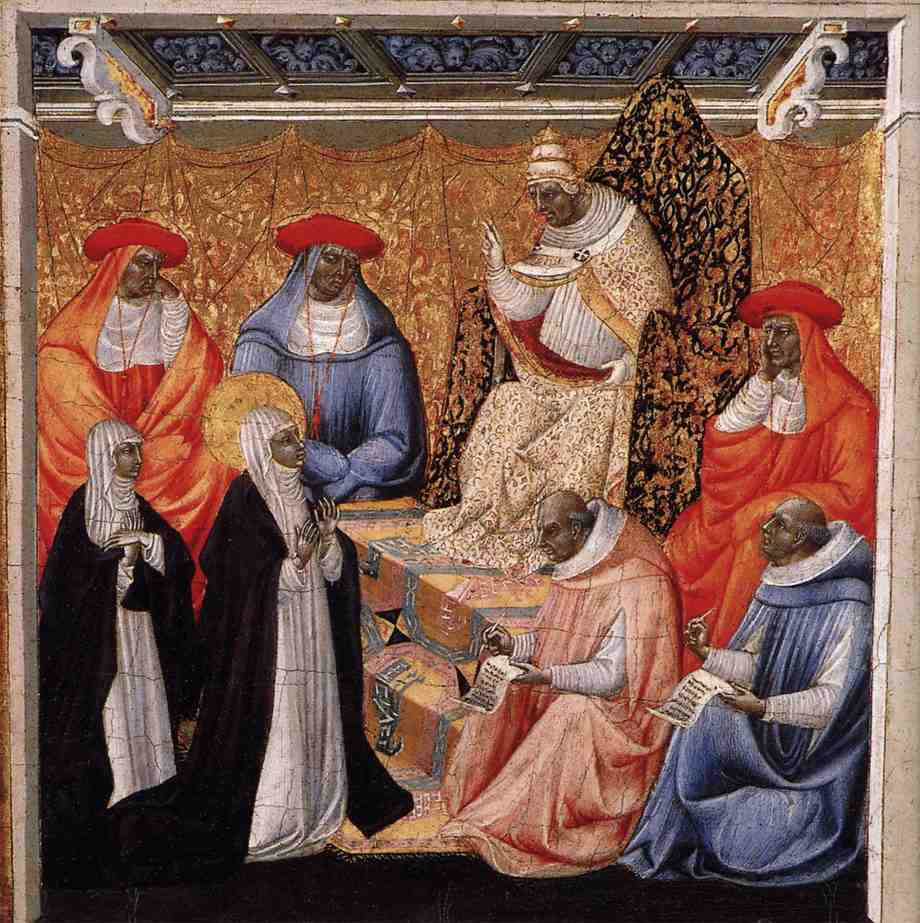
Paus Gregorius XI ontvangt Catharina in Avignon, Giovanni di Paolo, circa 1460
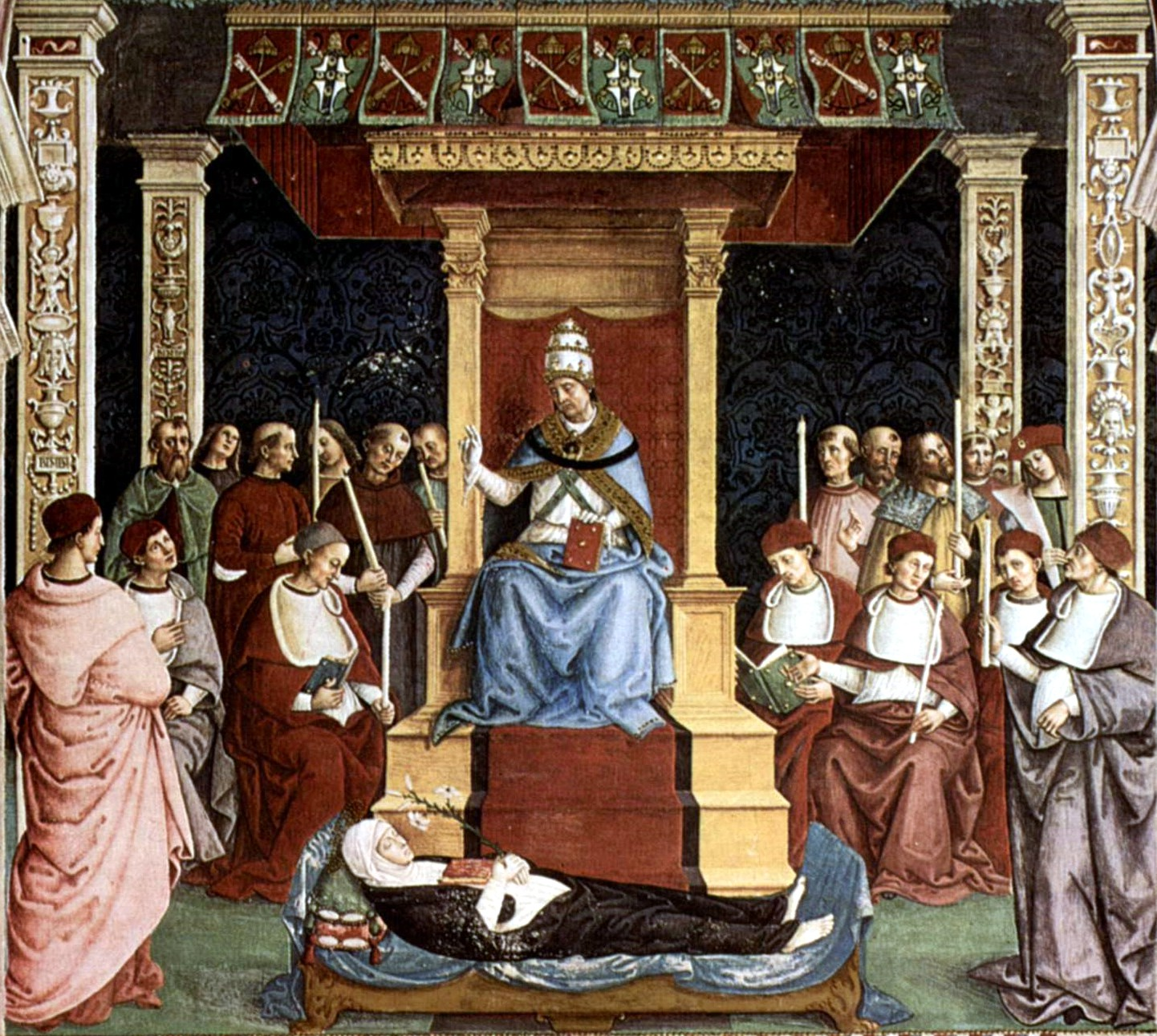
Paus Pius II canoniseert Catharina, Pintoricchio, circa 1505
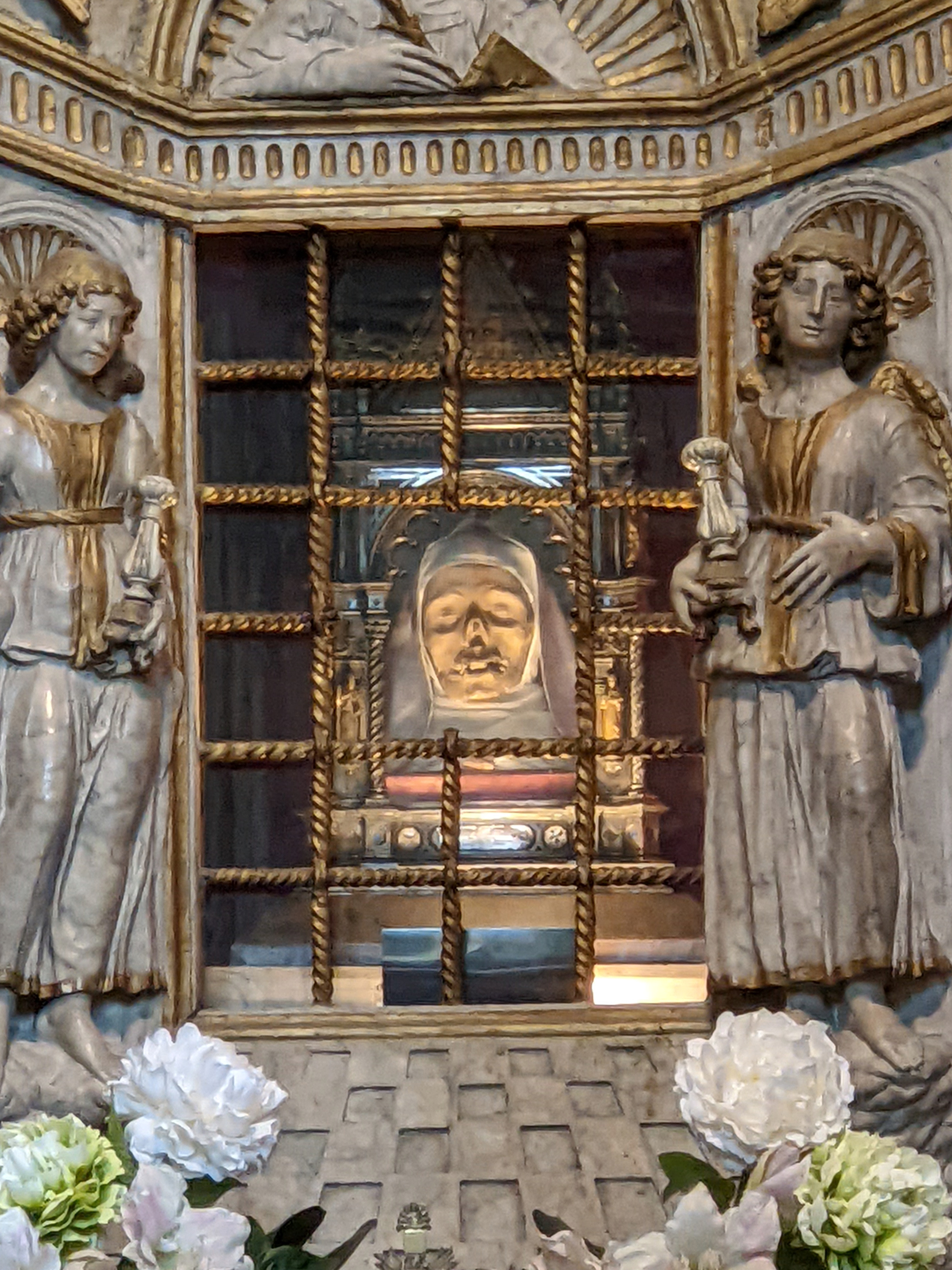
Het hoofd van Catharina, Sint-Dominicusbasiliek, Siena (foto 2022)
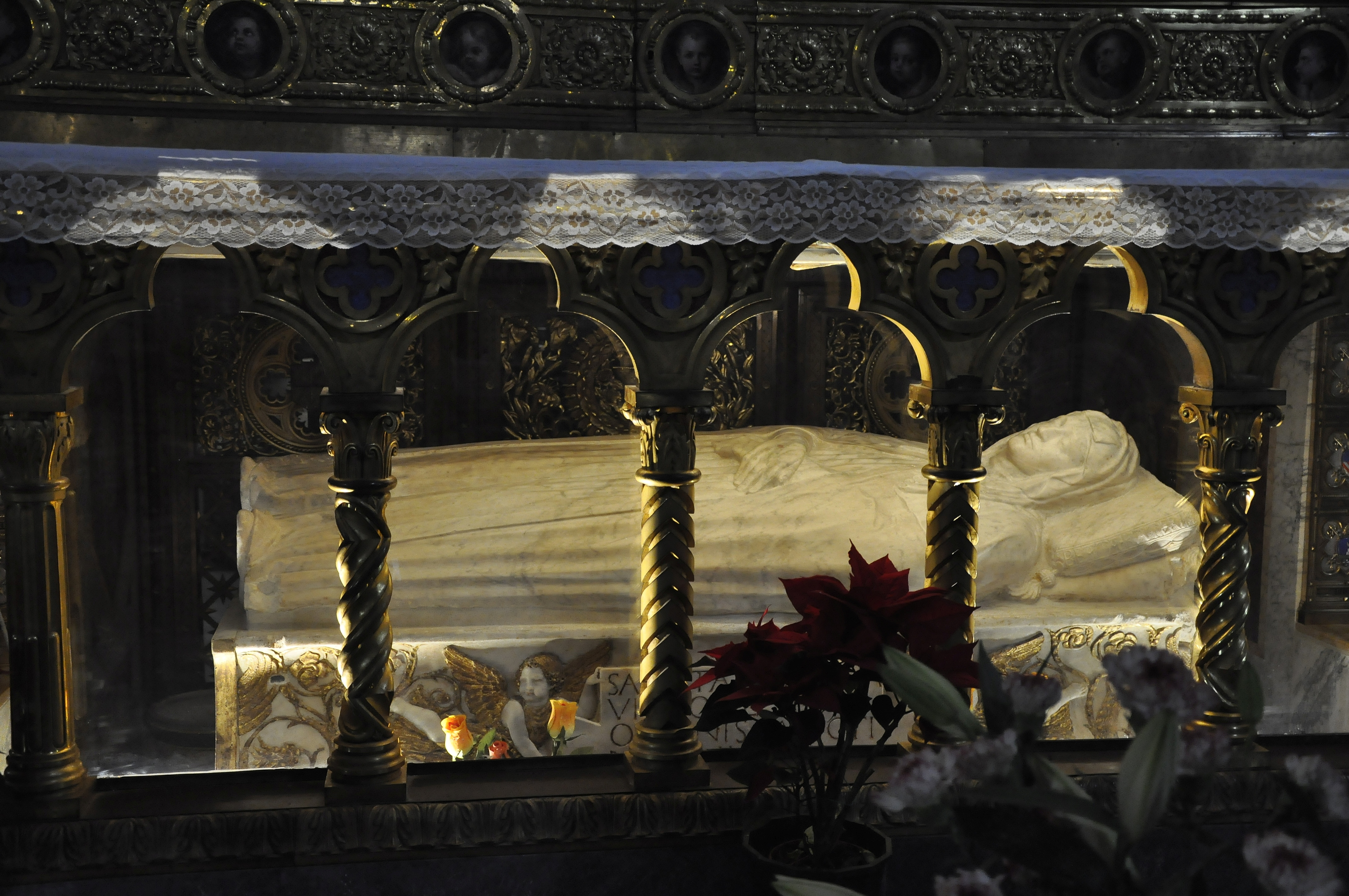
Tombe van Catharina in de Santa Maria sopra Minerva te Rome